# 普倫白鮭
普倫白鮭，為輻鰭魚綱鮭形目鮭科的一種，為溫帶淡水魚，被IUCN列為瀕危保育類動物，分布於歐洲愛爾蘭淡水湖泊流域，體長可達35公分，棲息在底中層水域，以甲殼類為食，生活習性不明，可做為食用魚。